# 埃尔多·瓜茨尼
埃尔多·瓜茨尼（Edoardo Guazzoni，1948年9月16日—）是意大利建筑师。瓜茨尼1973年毕业于米兰理工大学，1984年建立以自己名字命名的建筑工作室，现于米兰理工大学任教。主要作品有米兰标志性城市区域运河‘ [null Naviglio]’的改造修复工程、米兰地标之一斯福尔扎古堡古建筑修复工程、波蒂奇港口项目等。其作品被收入巴黎蓬皮杜艺术中心、米兰三年展、威尼斯双年展等。